# Armascirus harrisoni
Armascirus harrisoni är en spindeldjursart som beskrevs av Frank Jason Smiley 1992. Armascirus harrisoni ingår i släktet Armascirus och familjen Cunaxidae. Inga underarter finns listade i Catalogue of Life.